# Formicula
Formicula (Originaltitel: Them!) ist ein US-amerikanischer SciFi-Horrorfilm in Schwarz-Weiß aus dem Jahr 1954 mit James Whitmore, James Arness und Edmund Gwenn in den Hauptrollen.
1955 wurde der Film in der Kategorie „Beste visuelle Effekte“ für den Oscar nominiert.

## Handlung
In der Wüste New Mexicos in der Nähe von Alamogordo entdeckt die Polizei ein Mädchen, das unter Schock steht. Kurze Zeit später finden die Polizisten den Wohnwagen der Familie des Mädchens, am Abend die Leiche des Besitzers eines Gemischtwarenladens. Sie ist grausam verstümmelt, der Laden ist zerstört. Da die Polizei vor einem Rätsel steht, zieht sie einige Wissenschaftler hinzu. Für den Biologen Dr. Medford wird bald klar, dass der vermeintliche Mord von Ameisen begangen wurde, denn die Toten sind voller Ameisensäure.
Schnell wird auch klar, dass es sich nicht um gewöhnliche Ameisen handeln kann. Weitere Menschen verschwinden in der Gegend. Das inzwischen hinzugezogene FBI bestätigt, dass sich alle Vorfälle auf einem ehemaligen Testgelände für Atomwaffen ereigneten. Aus weiteren Indizien schließen die Wissenschaftler, dass es sich um durch Strahlung mutierte Riesenameisen handeln muss, die schließlich gefunden werden. Man findet auch die Skelette der verschwundenen Personen in der Nähe des entsprechenden Ameisennestes, das ebenfalls gefunden wird. Mit Hilfe der Armee wird schließlich das Nest der Ameisen, die eine Größe bis zu ca. 3,5 m erreichen, mit Cyangas ausgeräuchert. Zwei geschlüpfte Königinnen können jedoch kurz zuvor entkommen. Diese müssen gefunden werden, bevor sie neue Staaten gründen können.
Eine fieberhafte Suche wird im ganzen Land durchgeführt. Man findet die erste Ameisenkolonie in einem Schiff, wo sie aber zerstört wird, noch bevor sie sich voll entfalten kann. Die zweite Kolonie wird bald darauf in der Kanalisation von Los Angeles gefunden. Dieser letzte monströse Ameisenbau wird von der Nationalgarde mit Hilfe von Maschinengewehren, Bomben und Flammenwerfern angegriffen, weil man im Stadtgebiet von Los Angeles Cyangas nicht einsetzen kann. Die Ameisen werden getötet, einschließlich der Königin und später auch aller anderen geschlüpften Königinnen, bevor sie das Nest verlassen können, welches auch zerstört wird.
Nach dem Sieg über die Ameisen sind alle Beteiligten besorgt, was für Überraschungen noch auf sie zukommen werden aufgrund der Tatsache, dass bereits viele Atomtests auf der ganzen Welt durchgeführt worden sind.

## Hintergründe und Rezeption
Die Weltpremiere fand am 16. Juni 1954 in New York City statt. Der Schwarzweißfilm wurde am 15. September 1960 zum ersten Mal in deutschen Kinos gezeigt. Im Fernsehen lief der Film zuerst am 22. Juni 1974 in der ARD.
Formicula war der erste der sogenannten „Bug movies“, in denen die Monster mutierten oder auf andere Weise aus der Art geschlagene Insekten oder Spinnentiere waren, die sich gegen die Menschheit wendeten.
Als erster amerikanischer Monsterfilm bietet Formicula alle Versatzstücke des Genres. Er war direkter Vorläufer diverser Filme, in denen riesige mutierte Tiere Menschen angreifen, wie beispielsweise Tarantula und damit indirekt wegweisend für ähnliche Filme, die in den 1970ern in die Kinos kamen.
Die Kinofassung war FSK 16, mittlerweile wurde Formicula ab 12 Jahren freigegeben.
Der junge Leonard Nimoy hat eine kleine, im Abspann nicht aufgeführte Rolle als Air Force Sergeant (sein Text um Minute 54: „Diese Texaner – die müssen immer übertreiben, es ist einfach nicht zu glauben. […] Abwehrzirkus. Was sonst? Staatsgeheimnis!“).
Der Film diente später als Vorlage für das Computerspiel It Came from the Desert von Cinemaware, für die verborgene Kampagne It came from Red Alert in Alarmstufe Rot: Gegenangriff und für die Quest Formicula! (engl. Original: Those!) im Spiel Fallout 3.

## Kritiken
„vielleicht der typischste aller Science-Fiction Filme der 50er Jahre“, denn er folgte in Form und Thematik den leitenden Mustern, die ‚für das Paranoia-Kino jener Dekade‘ maßgeblich waren. Leitthemen waren die Furcht vor den unwägbaren Risiken der Atomenergie einerseits, und die vor einer ‚kommunistischen Unterwanderung‘ der US-amerikanischen Gesellschaft andererseits. ‚Die Ameise als unterirdisch lebendes, staatsbildendes Insekt ist das perfekte Sinnbild der ‘Roten Gefahr’, der sich Amerika im Kalten Krieg ausgesetzt glaubte.‘ – „Und wäre es kein Schwarz-Weiß-Film hätte man die Ameisen möglicherweise rot eingefärbt.“

„Das Militär wird’s schon richten, ist man da versucht zu sagen. […] Schließlich haben wir ja die Ledernacken und die GSG 9. Ein schöner Trost für den, dem eine Riesenkakerlake gerade den Schniedelwutz angeknabbert hat. Dennoch ist Formicula ein äußerst spannender Monsterfilm, auch wenn sich Regisseur und Drehbuchautor nicht auf einen Helden einigen konnten und der Streifen von Klischeefiguren nur so wimmelt.“

„Erstes Beispiel des amerikanischen Monsterfilms, das bereits die typischen Merkmale der Gattung aufweist – auch das Spiel mit Gedanken und Ängsten, die im Unterbewußtsein des Publikums schlummern.“